# Manakin tijé
Chiroxiphia pareola
Espèce
Synonymes
- Pipra pareola Linnaeus, 1766 (protonyme)

Statut de conservation UICN

 LC  : Préoccupation mineure
Le Manakin tijé (Chiroxiphia pareola) est une espèce d'oiseaux de la famille des Pipridae.

## Répartition
Cet oiseau vit en Amérique du Sud, en Amazonie et dans l'Est du Brésil.

## Taxinomie
Selon le Congrès ornithologique international et Alan P. Peterson il existe quatre sous-espèces :
- Chiroxiphia pareola atlantica Dalmas, 1900 ;
- Chiroxiphia pareola pareola (Linnaeus, 1766) ;
- Chiroxiphia pareola regina P.L. Sclater, 1856 ;
- Chiroxiphia pareola napensis W. Miller, 1908.